# Joyce Roodnat
Joyce Roodnat (Amsterdam, 21 december 1955) is een Nederlands journalist en auteur.
Roodnat doorliep het Vossius Gymnasium en studeerde aan de Vrije Universiteit Amsterdam. Vanaf 1980 is ze werkzaam bij NRC Handelsblad. Ze recenseerde films en later ook toneel, boeken en andere kunstrichtingen. Film bleef haar specialisatie en daarover schreef ze ook essays. Van 1995 tot 2006 was ze chef van de kunstredactie en sindsdien is ze eindredacteur van het Cultureel Supplement (CS). Ook schrijft ze commentaren en columns voor de krant.
Tevens publiceerde Roodnat diverse werken. Ze bracht verschillende wandelgidsen uit en debuteerde in 2001 met de roman  't Is zo weer nacht waarmee ze de Geertjan Lubberhuizenprijs en de Debutantenprijs won. In 2005 verscheen de roman Sterrenschot. Het non-fictieboek Een kwestie van lef: Stijlgids voor vrouwen tussen de 40 en de 60+ uit 2007 gaf tips aan ouder wordende vrouwen op het gebied van uiterlijk en mentaliteit. Dit kreeg in 2009 een vervolg met Een kwestie van nog meer lef . In 2010 verscheen de essaybundel Vrouwen zijn leuker. Vijftien sterke aanwijzingen. In 2005 en 2017 werd de Louis Hartlooperprijs (prijs voor de beste filmpublicatie) aan haar toegekend.
Ze schreef een bijdrage aan De buitenkant - Vrouwen over de rol van het uiterlijk (2022, Uitgeverij Pluim, ISBN 9789493256569), samengesteld door Milou van Rossum, met bijdragen van Dilara Bilgiç, Daan Borrel, Machteld van Gelder, Dalilla Hermans, Bregje Hofstede, Yvonne Kroonenberg, Anja Meulenbelt, Ileen Montijn, Anousha Nzume, Marja Pruis, Joyce Roodnat, Xandra Schutte, Mieke van Stigt en Manon Uphoff.

## Privé
Ze is gehuwd met regisseur Erik van Zuylen.
- Digitale Bibliotheek voor de Nederlandse Letteren: rood007
- Gemeinsame Normdatei: 139653422
- International Standard Name Identifier: 0000 0000 7888 5276
- Library of Congress Control Number: n85040034
- Nederlandse Thesaurus van Auteursnamen: 073784184
- Système universitaire de documentation: 166007765
- Virtual International Authority File: 102516160
- WorldCat: E39PBJtMrHGjXBV8pr9gD6KPQq